# Konigórtek
Konigórtek – kolonia w Polsce w województwie pomorskim, w powiecie chojnickim, w gminie Czersk. 
Miejscowość wchodzi w skład sołectwa Rytel.
W latach 1975–1998 miejscowość administracyjnie należała do województwa bydgoskiego.

## Historia
Konigartek a także Konigortek, tak zwano obecny  Konigórtek w wieku XIX. Stanowił on wówczas osadę  Kloni Wielkiej w ówczesnym powiecie chojnickim, nad rzeką Brdą. Podlegał parafii Nowa Cerkiew, najbliższa szkoła i poczta była w Rytlu. W roku 1883 było tu 7 budynków, w tym 3 mieszkalne, zasiedlone przez 23 mieszkańców.	